# یک به‌علاوه یک (فیلم ۲۰۱۵)
یک به‌علاوه یک (Un plus une) فیلمی محصول سال ۲۰۱۵ و به کارگردانی کلود لولوش است. در این فیلم بازیگرانی همچون ژان دوژاردن، السا زیلبرشتاین، کریستوفر لمبرت، آلیس پول، شیریا پیلگانکار و ونانتینو ونانتینی نقش‌آفرینی کرده‌اند.